# Зотов бастион Петропавловской крепости
Зотов бастион — памятник архитектуры. Расположен в Петроградском районе Санкт-Петербурга в северо-западной части Петропавловской крепости. Назван по имени надзиравшего за строительством Н. М. Зотова.
Изначально, как и все бастионы и куртины крепости, бастион был земляным, возведение в камне проходило в 1707—1709 и 1727—1729 годах по проекту Доминико Трезини и Б.-Х. Миниха. В 1752 году к бастиону была пристроена каменная аппарель. В 1832—1834 годах наружные стены были ещё раз облицованы кирпичом и оштукатурены «под гранит» по проекту К. И. Оппермана.
До конца XVIII века боевые казематы бастиона были складами, в других помещениях были расположены службы Гарнизонной и Тайной канцелярий, до середины XIX века отдельные помещения использовались как одиночные камеры. Позднее в бастионе были расположены мастерские и кузница крепостной Инженерной команды, казармы гарнизонной артиллерии, архивы Главного Казначейства и Провиантской экспедиции, склад артиллерийского вооружения.
В 1963—1968 годах проходили работы по восстановлению исторического вида бастиона: при передаче его военным учреждениям в начале XIX века амбразуры первого яруса и стрельчатые окна казематов были заложены кирпичом, амбразуры второго — переделаны в большие окна. Проект реставрации с раскрытием входных проёмов и восстановлением изначальной формы амбразур составила И. Н. Бенуа. Были отреставрированы фасы.
В 2011 году часть казематов бастиона было невозможно использовать в связи с аварийным состоянием.